# Jan Kuitenbrouwer

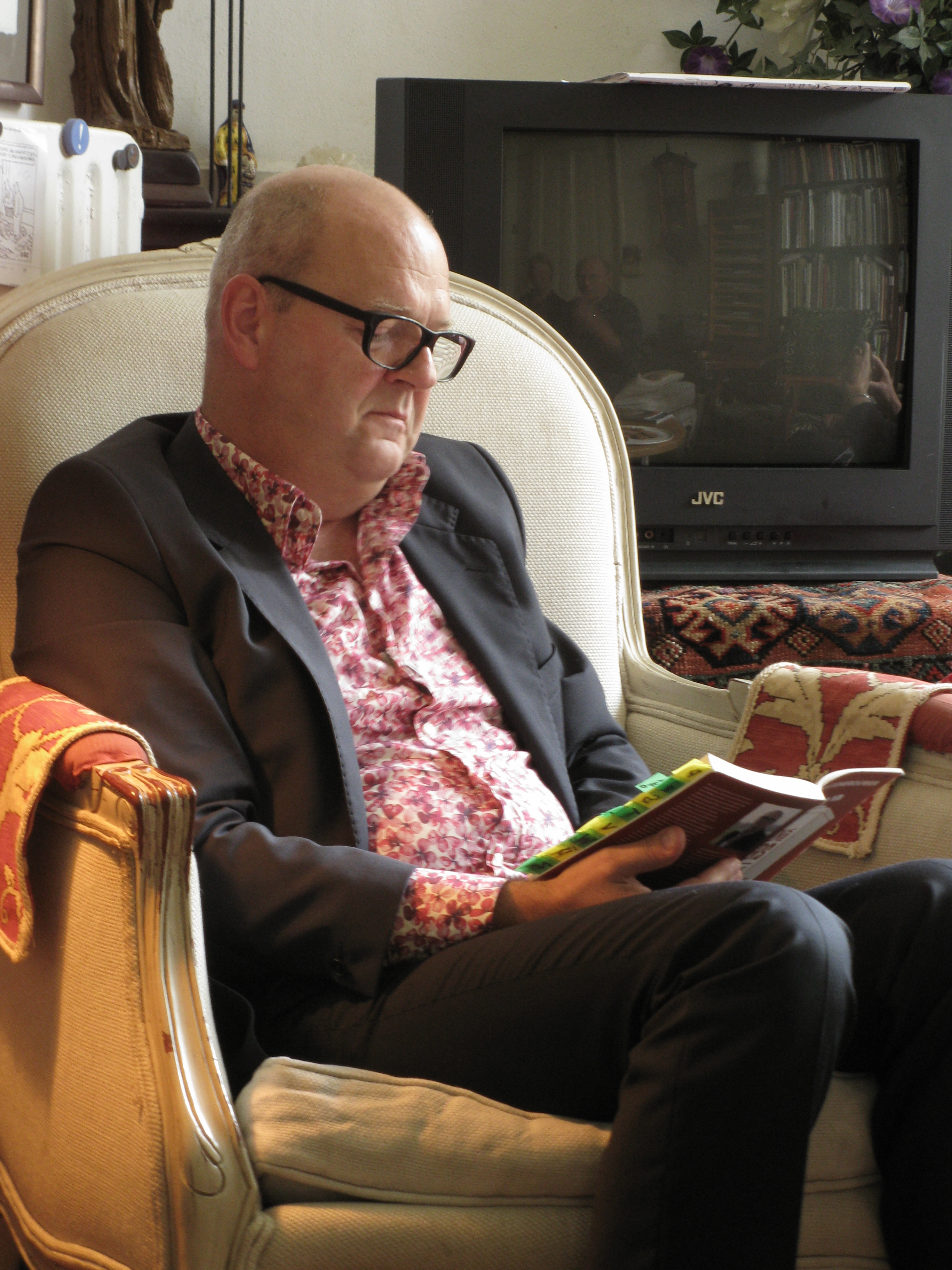
Jan Kuitenbrouwer

Jan Kuitenbrouwer (Utrecht, 3 februari 1957) is een Nederlandse journalist, schrijver en presentator.

## Biografie
Jan Kuitenbrouwer studeerde in 1977 af aan de Utrechtse School voor Journalistiek. Tot 1979 was hij verslaggever voor de VPRO-radio. Daarna werkte hij bij het tijdschrift Haagse Post (later in HP/De Tijd) en publiceerde in veel verschillende kranten en tijdschriften, onder meer de Volkskrant, NRC Handelsblad, Trouw en Het Parool. Daarnaast werkte hij mee aan radio-en televisieprogramma's bij onder andere VARA, de IKON, de VPRO, en Talk Radio.
In 1983 verscheen van zijn hand Mijn Micro En Ik - het eerste Nederlandstalige boek over de personal computer, dat diverse herdrukken beleefde. In 1987 schreef hij het boek Turbotaal, van socio-babble tot yuppie-speak. Daarna verschenen nog diverse boeken van zijn hand, over modern taalgebruik (Percies!, 1988, Neo-Turbo, 1993, Oubotaal, 1998) maar ook over omgangsvormen (Lijfstijl, 1990) en politieke correctheid (Heb Ik Iets Verkeerds Gezegd?, 1996) Een selectie van 20 jaar taalstukken verscheen in 2003 onder de naam Totaal Hedenlands. In totaal werden van zijn boeken bijna 1 miljoen exemplaren verkocht.
Jan Kuitenbrouwer had zijn eigen rubriek in het televisieprogramma Van Huis Uit van BVN. In het seizoen 2005-2006 was Kuitenbrouwer presentator van het TROS-radioprogramma Kamerbreed, eerst met Roderick Veelo, later met Margriet Vroomans. Omdat hij niet de ruimte kreeg die hem was toegezegd om het programma te vernieuwen, stapte hij na een jaar op. Aanleiding was het besluit van de TROS-radio-directie om Wouter Bos op diens verzoek in een ander programma te laten interviewen dan Kamerbreed, te weten de TROS Nieuwsshow, waar Bos' echtgenote Barbara werkzaam was als redacteur.
In 2005 richtte Kuitenbrouwer samen met vriend en uitgever Derk Sauer het literaire poptijdschrift WahWah op, dat vier keer per jaar verschijnt.
Samen met Erik van Muiswinkel, Sander van Opzeeland, Diederik van Vleuten, Jeroen van Merwijk en Micha Wertheim verzorgde hij in 2007 een satirisch weekoverzicht in het VARA-programma De Zomer Draait Door.
Kuitenbrouwer schrijft columns voor onder andere HP/De Tijd, Trouw, maandblad Esquire, Kassa Magazine (als "kritisch hedonist") en Onze Taal. In januari 2010 ontstaat er een breuk tussen HP/De Tijd en Kuitenbrouwer en zegt hoofdredacteur Jan Dijkgraaf de columnist de wacht aan.
Naast columnist is Kuitenbrouwer presentator van televisieprogramma's. Vanaf augustus 2009 tot september 2010 fungeerde hij als taaldeskundige in de tv-quiz Taalmeester van Teleac. In 2010 verscheen het boek De woorden van Wilders en hoe ze werken, waarin Kuitenbrouwer op verschillende niveaus het taalgebruik en de retoriek van Geert Wilders en de PVV analyseert. Ook bevat het een klein lexicon van Wilders favoriete woorden en termen. Het boek werd aangehaald in een van de pleidooien in het proces tegen Geert Wilders. Naast zijn journalistieke werk leidt Kuitenbrouwer sinds 2009 een bureau voor taal- en communicatieadvies, genaamd "De Taalkliniek", waarvan het motto is: 'Het is niet wat jij zegt, maar wat zij horen.'
In het najaar 2019 publiceerde Kuitenbrouwer een essay, waarin hij analyseert, dat de kunst van welsprekendheid zich heeft vervreemd van de redenaar, die een doordacht betoog met fraaie woorden en rijke beelden houdt, en is geland in de trefzekere spraak van de opportunist, die begrijpt in welke context hij zijn verhaal aflevert.